# Presles-et-Thierny
 Presles-et-Thierny  là một xã ở tỉnh Aisne, vùng Hauts-de-France thuộc miền bắc nước Pháp.